# سلطان احمدلو
سلطان احمدلو روستایی است از توابع بخش مرکزی شهرستان زرندیه در استان مرکزی ایران.
این روستا در دهستان رودشور قرار دارد و براساس سرشماری مرکز آمار ایران در سال ۱۳۸۵، جمعیت آن ۱۷۳ نفر (۴۸ خانوار) است.
کارآفرینی به نام محمود بارانی در اطراف سلطان احمدلو ۸ میلیون و ۵۰۰ هزار درختچه پسته کاشته‌است که برای ۲ هزار نفر ایجاد شغل کرده‌است. مصطفی شبان، کارگردان، مستندی دربارهٔ وی ساخته‌است به نام «دشت آدم‌خوار».